# Christian Plaziat
Christian Plaziat (* 28. října 1963, Lyon) je bývalý francouzský atlet, mistr Evropy v desetiboji a halový mistr světa a dvojnásobný halový mistr Evropy v sedmiboji.

## Osobní rekordy
- desetiboj – 8 574 bodů – 29. srpen 1990, Split
- sedmiboj (hala) – 6 418 bodů – 29. února 1992, Janov